# Donda 2
Albums de Kanye West
Donda
(2021) Vultures 1
(2024)
Donda 2 est le onzième album studio du rappeur et producteur américain Kanye West sorti en 2022. Accessible en téléchargement numérique uniquement sur un Stem Player, il sort en avril 2025 sur les plateformes de streaming avec des titres supplémentaires.

## Développement

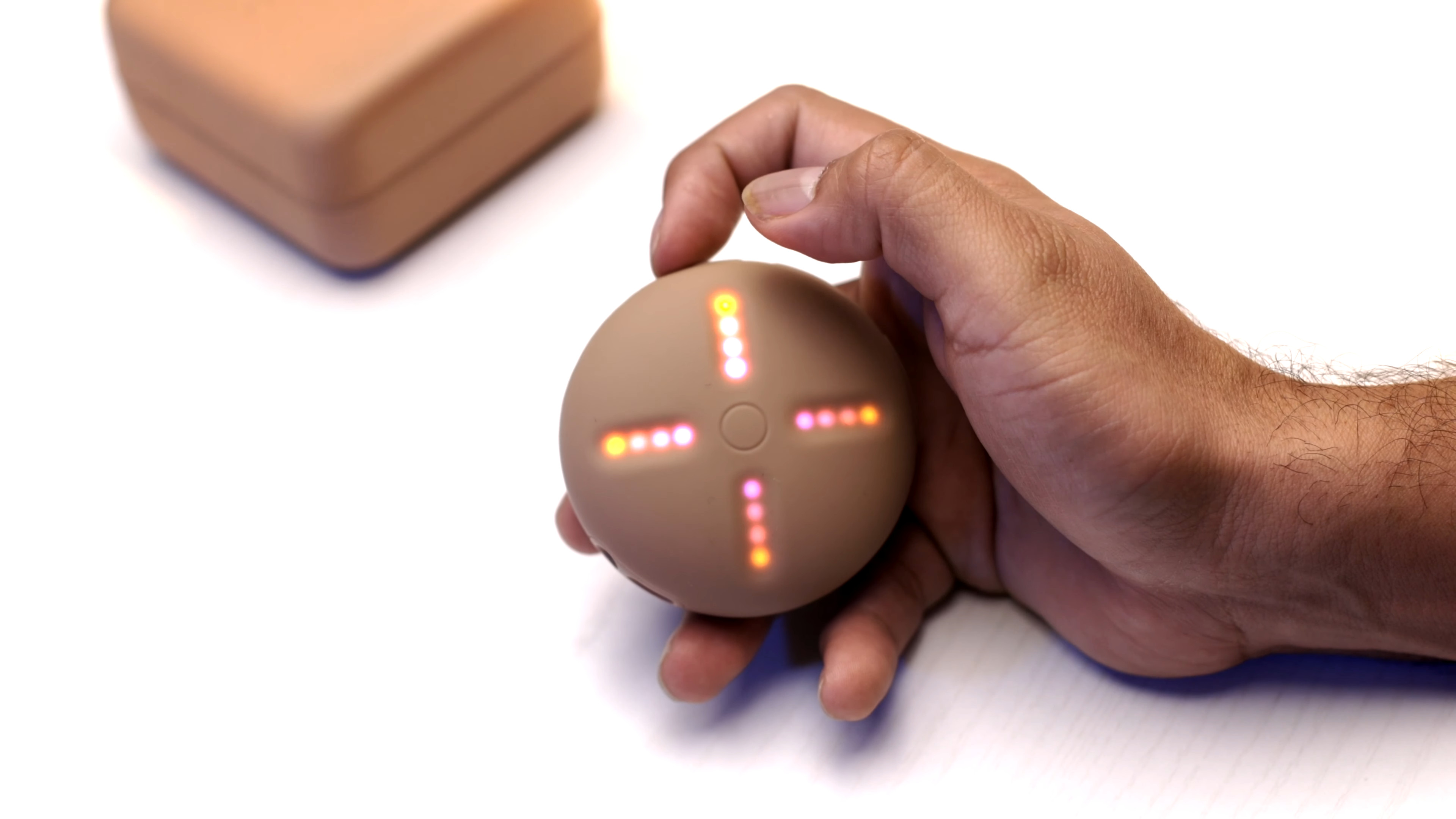
Le Stem Player, appareil permettant d'écouter Donda 2 en exclusivité

Le titre de l'album rend hommage à la défunte mère de l'artiste, Donda West. Kanye West (alias Ye) a tenu Kanye West : Donda Experience Performance, un spectacle, présentant des morceaux de la première itération, au LoanDepot Park le 22 février 2022, qui a fait salle pleine dans 47 salles IMAX à travers les États-Unis. 
L'album a été rendu disponible avec 4 morceaux le 23 février 2022 sur le Stem Player. Le lendemain (24 février 2022), d'autres morceaux ont été ajoutés[réf. nécessaire]. Le Stem Player au prix de 200$ étant la seule manière d'avoir l'album, beaucoup de personnes l'ont illégalement téléchargé. Par conséquent, le Billboard a jugé que l'album n'était pas éligible au classement Billboard 200[réf. nécessaire].
Malgré les attentes que l'album sera éventuellement mis à jour puis complété, le projet ne reçoit aucune mise à jour majeure pour le restant de l'année 2022. À la suite des propos antisémites de Kanye West, Kano Computing met fin à leur association avec le rappeur et arrête la production de Stem Player.
Le 30 avril 2025, l'album sort finalement dans son intégralité sur les plateformes de streaming, Kanye West l'avait annoncé quelques jours avant dans des lives stream de Digital Nas[réf. nécessaire].

## Liste des titres
| 1.  | True Love (featuring XXXTentacion)                    |  |
| 2.  | Broken Road (featuring Don Toliver)                   |  |
| 3.  | Get Lost                                              |  |
| 4.  | Too Easy                                              |  |
| 5.  | Flowers                                               |  |
| 6.  | Security                                              |  |
| 7.  | We Did It Kid (featuring Baby Keem et Migos)          |  |
| 8.  | Pablo (featuring Future et Travis Scott)              |  |
| 9.  | Louie Bags (featuring Jack Harlow)                    |  |
| 10. | Happy (featuring Future)                              |  |
| 11. | Sci Fi (featuring Sean Leon (en))                     |  |
| 12. | Selfish (featuring XXXTentacion)                      |  |
| 13. | Lord Lift Me Up (featuring Vory (en))                 |  |
| 14. | City of Gods (featuring Fivio Foreign et Alicia Keys) |  |
| 15. | First Time In A Long Time (featuring Soulja Boy)      |  |
| 16. | Eazy (featuring The Game)                             |  |

| Liste des titres - version 2025 en streaming | Liste des titres - version 2025 en streaming | Liste des titres - version 2025 en streaming | Liste des titres - version 2025 en streaming | Liste des titres - version 2025 en streaming | Liste des titres - version 2025 en streaming | Liste des titres - version 2025 en streaming | Liste des titres - version 2025 en streaming | Liste des titres - version 2025 en streaming | Liste des titres - version 2025 en streaming |
| No                                           | Titre                                        | Producteurs                                  | Durée                                        |                                              |                                              |                                              |                                              |                                              |                                              |
| -------------------------------------------- | -------------------------------------------- | -------------------------------------------- | -------------------------------------------- | -------------------------------------------- | -------------------------------------------- | -------------------------------------------- | -------------------------------------------- | -------------------------------------------- | -------------------------------------------- |
| 1.                                           | True Love                                    |                                              | 2:17                                         |                                              |                                              |                                              |                                              |                                              |                                              |
| 2.                                           | Broken Road                                  |                                              | 1:41                                         |                                              |                                              |                                              |                                              |                                              |                                              |
| 3.                                           | Get Lost                                     |                                              | 2:34                                         |                                              |                                              |                                              |                                              |                                              |                                              |
| 4.                                           | Keep the Flowers                             |                                              | 2:51                                         |                                              |                                              |                                              |                                              |                                              |                                              |
| 5.                                           | Jesse                                        |                                              | 2:07                                         |                                              |                                              |                                              |                                              |                                              |                                              |
| 6.                                           | Too Easy                                     |                                              | 2:57                                         |                                              |                                              |                                              |                                              |                                              |                                              |
| 7.                                           | Pablo                                        |                                              | 3:00                                         |                                              |                                              |                                              |                                              |                                              |                                              |
| 8.                                           | Mr Miyagi                                    |                                              | 2:57                                         |                                              |                                              |                                              |                                              |                                              |                                              |
| 9.                                           | Happy                                        |                                              | 3:31                                         |                                              |                                              |                                              |                                              |                                              |                                              |
| 10.                                          | Security                                     |                                              | 2:42                                         |                                              |                                              |                                              |                                              |                                              |                                              |
| 11.                                          | City of God                                  |                                              | 4:16                                         |                                              |                                              |                                              |                                              |                                              |                                              |
| 12.                                          | 530                                          |                                              | 2:02                                         |                                              |                                              |                                              |                                              |                                              |                                              |
| 13.                                          | City of Chi                                  |                                              | 2:42                                         |                                              |                                              |                                              |                                              |                                              |                                              |
| 14.                                          | Scifi                                        |                                              | 4:00                                         |                                              |                                              |                                              |                                              |                                              |                                              |
| 15.                                          | Suzy                                         |                                              | 1:24                                         |                                              |                                              |                                              |                                              |                                              |                                              |
| 16.                                          | Burn Everything                              | - West - Leon - Amir - Cunningham            | 2:01                                         |                                              |                                              |                                              |                                              |                                              |                                              |
| 17.                                          | Louie Bags                                   |                                              | 5:05                                         |                                              |                                              |                                              |                                              |                                              |                                              |
| 18.                                          | We Did It                                    |                                              | 3:54                                         |                                              |                                              |                                              |                                              |                                              |                                              |
| 19.                                          | Maintenance                                  |                                              | 1:13                                         |                                              |                                              |                                              |                                              |                                              |                                              |
| 20.                                          | Lord Lift Me Up                              |                                              | 2:10                                         |                                              |                                              |                                              |                                              |                                              |                                              |
| 21.                                          | First Time in a Long Time                    |                                              | 3:08                                         |                                              |                                              |                                              |                                              |                                              |                                              |
| 58:34                                        |                                              |                                              |                                              |                                              |                                              |                                              |                                              |                                              |                                              |